# 依諾增爵三世
英诺森三世（拉丁語：Innocentius PP. III；約1161年—1216年7月16日），本名塞尼伯爵罗塔里奥（Lotario dei Conti di Segni），为教宗克萊孟三世之侄。他於1198年1月8日當選教宗，同年2月22日即位至1216年7月16日為止。他在位時期號召十字軍東及召開四次拉特蘭會議 （页面存档备份，存于） ，成功讓當時教會權勢走至巔峰。他声称教宗对於欧洲所有国王來說，拥有至高无上的地位，可毫不猶豫地開除君王教籍。同時諾森三世完成增加教宗權力的最後工作，在其工作及改革以後，聖座的結構堅固不搖，直到十三世紀的盡頭。
諾森是第一個使用「基督的代表」（Vicar of Christ）這個名稱，認為教宗這個職務是處於人與神之間，在神之下、在人之上的「半神」說法，此一稱號也被歷代教宗沿用至今。依諾增爵也自稱麥基洗德，意為祭司身分的君王。

## 經歷
英诺森，俗名洛泰里奧‧岡底‧塞格尼（Lothario contiSegni），於1160或1161年出生在羅馬古老的塞尼望族（Segni），父親有著王族血統，母親則是羅馬貴族家庭。
英诺森深研各種法律，經過教會法與羅馬法的多重訓練，精通辯論，再加上神學的造就，年僅二十九歲時就當上樞機，三十七歲就被選為教宗。 曾經對教宗制抱著最高的理想說到：「天主把權柄賜給伯多祿，不僅要他管轄普世教會，也是要他管理世界，除非皇帝真誠地事奉天主在地上的代表人，否則他不會成為好皇帝。」
英诺森三世擔任教宗之後，在處理當時的宗教與現世問題上展現了無與倫比的天賦。他擅長把抽象的觀念用在具體情況上，集合中世紀當時所進展一切有利的傾向，轉化成為聖座大而統一的組織，其組織使教宗有普世的一切的權力，無論是在精神或世俗上。英诺森三世擅長外交的手腕，使整個基督教世界裡將聖座權威發揮到出人意表的程度。他決意要把教宗國在意大利建成一個強大國家，世俗君主不能隨便使用經濟力量來逼迫羅馬教會就範。
英诺森三世深信教宗是基督的代理人，也是聖伯多祿的繼承人，具有至高無上的權威，所以教宗能操掌僧、俗兩界的權力，故可以隨意廢立世俗的君主，當時神聖羅馬皇帝腓特烈二世幼年即被英诺森三世監護，並在英诺森三世的扶持下登基。同時英诺森三世設立教宗欽差的總機關，完全歸屬教宗管轄。
英诺森三世擔任教宗之位，就恢復「聖伯多祿教產」，也就是所謂的「教宗領士」（Papal States）。這塊領士在義大利半島中部，過去由於教宗以土地交換，卻在神聖羅馬皇帝保護之下變得越來越小，自從依諾增上任後，在此期間保持這塊教宗領士不被其他勢力掠奪。

## 依諾增爵三世的教宗權勢如何達到巔峰
當時的神圣罗马帝国皇帝腓特烈一世死後，由兒子亨利六世些任皇位，依諾增爵運用權力去削弱教廷。不料西元1197年，亨利年僅三十多歲去世，貴族之間為爭權皇位，使德國政局陷入混亂，依諾增則趁機挑起德國內戰，並成功將德國勢力趕出義大利北部和中部，收復過去被德國和義大利封建主所侵奪的教宗轄地。
依諾增爵接著以教宗授予為名，在皇位鬥爭中漁翁得利。西元1205年，腓立普被你夫家族的奧托所殺，依諾增思下達成協議，奧托答應保障教宗國土安全，不干預德國主教選舉，教宗則宣布支持奧托，於西元1209年為奧托加冕。不料奧托取得皇位後，立即撕毀協議，並進軍義大利。依諾增爵宣布懲罰奧托，立亨利六世之子西西里王國幼主為德意志皇帝，稱腓特烈二世（1212-1250在位）。西元1214年，奧托戰敗，德國局勢落入依諾增爵之手，之後並利用政治局勢，擴大教宗權力，干預西歐各國內政。他曾迫使法王腓立二世、葡萄牙王桑橋一世、阿拉貢王彼得羅二世、保加利亞王卡羅依昂等先後臣服，並出面仲裁匈牙利、瑞典、挪威等國的糾紛。
英王約翰屈服於依諾增爵領導的教會：
公元1208年，因為當時的英王約翰膽在違抗教宗，教宗依諾增爵給英國下了一道禁令，宣佈全英國不准舉行教會儀式。到了第二年，英王約翰被革除教籍，同時也失去了王位。公元1213年，約翰轉而屈服於教宗，他寫了一份公文，上頭寫着：「謹將英格蘭和愛爾蘭的一切權利及臣民獻給天主及聖宗徒伯多祿和保祿，也獻給我們的母親—神聖羅馬教會，以及我們的主—依諾增爵和他的繼承人，爲要重新成為天主與羅馬教會的臣屬。因此，我們在魯道夫面前立下了臣屬之誓⋯⋯我們的後代也將繼穫信守此誓。爲表明我們的臣屬，我們和我們的後代，將在彼得辦士(Peter's pence）之外，每年自歲收内，爲英格蘭提七百馬克，為愛爾蘭提三百馬克，奉獻給教宗轄區 ( Holy See )。」英王約翰隨即將他的皇冠及權杖交給魯道夫，魯道夫將它們保管了五天，再交還英王，以示至高無上之威權，英國自此成爲教宗依諾增爵的屬下。此後的國王和皇帝們一個接一個地，相繼承認教宗是他們屬靈的領袖。除了法王之外，所有的君王都承認教宗也是屬世的主宰，他們宣稱自己是教宗的臣屬，也承認他們的國土是羅馬教會的領土。
之後的歐洲情勢發展對依諾增爵非常有利，義大利北部逐漸富裕且願意與教宗聯合對抗皇帝。德皇巴巴若沙在十字軍東征途中死亡後，法國其他國家漸漸開始有民族合一感覺，使得當時歐洲沒有一個強大的屬世權位可以威脅到依諾增爵的教宗地位與權勢。
依諾增爵三世不只是中古時期教宗權力及改革運動的高峰，也是一個轉折點，因為在他之後，教會再無這樣的教宗能和世俗政權對抗。

## 依諾增爵與拉特朗會議
公元 1215 年，教宗依諾增爵在羅馬拉特朗教堂（Lateran Church）召開第四次拉特蘭會議，這是的12屆大公會議。參加這次會議的有四百多位主教、八百多位修道院院長及副院長，以及許多聖品人員和本信徒參加。聖品人員中地位最高的宗主教都出席，共七十一位，其中包括君士坦丁堡及耶路撒冷宗主教。也有德皇腓得利、法王、英王、亞拉岡王、匈牙利王、耶路撒冷王、塞浦路斯王派來的特使，以及義大利各城的代表。召集全歐洲代表，已給會議最大的公信力，會議發出大約七十份文告，看來是依諾增先安排好的，而整體大會只是橡皮圖章。
依諾增召開拉特朗會議有個重要的目的，就是要改革教會。在當時後基督徒心目中所謂的教會革新，是指聖職人員和修道士的改善，那時候教會有著豐厚的財富，擔任神職人員成為謀生上最舒適且搶手的工作，加上主教職位的薪水更是優渥，於是有許多非常世俗的人搶當主教，造成當時神職人員普遍信仰狀況頗受質疑。巴黎有一位書記說到：「我可以相信任何事，但卻無法相信一位德國的主教可以得救。」依諾增爵曾經也說到：「法國南部的主教們是平信徒的笑柄。」
依諾增爵不准神職人員私自貪瀆教會工作的肥缺，並強調神職人員必須獨身，必須要有良好的行為及外表，例如：不得酗酒、不可華服炫耀、固定每年至少一次自我懺悔。此紀律影響之後世紀的方濟各會(Franciscans)。
依諾增也在會中規定了其他規定。對於不肯悔改、散佈異端者的刑罰；同時宣告限制贖罪券的頒發；並規定主教們應當選能幹的人講道；並為在學業上較差者，免費提供神學及文法的教育；也命令猶太人及穆斯林穿著特别服裝；猶太人不可擔任有權位基督徒的公職。這次拉特蘭會議成爲教宗依諾增爵三世超越其他諸教宗丶擁有最高權勢的標記。
拉特蘭會議後的隔年，依諾增逝世，享年約55歲。

## 十字軍東征
諾森三世曾經勸誘法國國王發動十字軍（1208-1213）去攻擊阿爾比派。在十字軍運動上，原來赦免的法則是「只有親自參加十字軍運動的人，得免除犯罪的刑罰」，但諾森三世應許那些送軍人到戰場上去的人，也能得完全赦免。
諾森三世在晚年1215年召開第四次拉特蘭會議，這是第12屆大公會議，也是整個中世紀規模最大的宗教會議，這會議成為他任職的頂峰。這次大公會議象徵教廷權力已經完全支配拉丁基督教界的每個層面。並且，僧侶與教宗對社會的領導地位在會議中重新再得到肯定，從參加會議者範圍廣闊上就可以看見：有大主教、主教、修道院院長、副院長共1200多名主教和院長參加，還有宗教團體領袖和世俗的統治者代表等等。會議規定一些改革的法令，目的要提高教會內部紀律，並且抵抗當時各種產生的異端。會議文獻中第13條禁止創立新的修會；第21條則要求所有信徒每年需要告解一次，且在每年復活節領受聖體。另外，會議中決定把猶太人排除於一般社會之外，還規定猶太人必須配戴一種特殊標記。故此猶太人越發只能住在貧民窟裡。
英诺森三世得以樹立教宗威權的有利背景一共有五個因素：
1. 額我略七世（即希勒得布蘭）的榜樣：額我略七世一生為建立教宗無上權威的努力雖然失敗，卻給繼任者帶來前進的動力。
2. 偽文件「君士坦丁献土諭」：偽文件則是為當時爭取教宗權威提供合法而有利的基礎。
3. 十字軍東征：十字軍東征使得教宗得以「基督教世界之首」自居。
4. 「藉著罪名」或譯「由於罪」原則：「藉著罪名」的原則讓教宗成為在道德上可以制裁君王的人。
5. 義大利政情對聖座有利：當時北義大利的權貴願意與教宗聯合對抗皇帝。[14]

## 譯名列表
- 三世：天主教香港教區禮儀委員會：禧年專頁 （页面存档备份，存于）作。
- 因特三世：《世界人名翻譯大辭典》1993年版作因諾森特。
- 英三世：《大英簡明百科知識庫》2005年版作英諾森[永久]。
- 三世：香港天主教教區檔案　歷任教宗作諾森。
- 三世：天主教天津教区作。